# Estnischer Fußballpokal 2018/19
Der Estnische Fußballpokal 2018/19 war die 29. Austragung des estnischen Pokalwettbewerbs der Männer. Das Finale fand am 25. Mai 2019 statt.
Pokalsieger wurde der JK Trans Narva im Finale gegen den JK Nõmme Kalju. Titelverteidiger FCI Levadia Tallinn schied im Halbfinale aus.

## Teilnehmer
Meistriliiga
- 1. Runde (6 Teams): FC Flora Tallinn, FC Kuressaare, FCI Levadia Tallinn, JK Vaprus Pärnu, JK Tammeka Tartu, Viljandi JK Tulevik
- 2. Runde (4 Teams): JK Nõmme Kalju, Paide Linnameeskond, JK Tallinna Kalev, JK Trans Narva

Esiliiga
- 1. Runde (1 Team): Maardu Linnameeskond
- 2. Runde (5 Teams): FC Elva, FC Flora Tallinn U-21, FC Santos Tartu, Tartu JK Welco, JK Tarvas Rakvere

Esiliiga B
- 1. Runde (3 Teams): Kohtla-Järve JK Järve, Paide Linnameeskond U-21, Tallinna JK Legion
- 2. Runde (2 Teams): FC Flora Tallinn U-19, FC Nõmme United

II liiga
- 1. Runde (9 Teams): FC Ararat TTÜ Tallinn, Läänemaa JK, Paide Linnameeskond III, Põhja-Tallinna JK Volta, Raplamaa JK, Tabasalu JK, JK Tallinna Kalev III, Tõrva JK, Viljandi JK Tulevik II
- 2. Runde (9 Teams): Jõgeva SK Noorus-96, JK Kalev Sillamäe, Kohtla-Järve JK Järve II, Maardu United, FC Otepää, Pärnu JK Poseidon, JK Piraaja Tallinn, Raasiku FC Joker, Viimsi JK

III liiga
- 1. Runde (15 Teams): Ambla Vallameeskond, Anija JK, SK Imavere, FC Jõgeva Wolves, SK Kadrina, Koeru JK, Kohila JK Püsivus, JK Loo, FC Lootos Põlva, Põhja-Tallinna JK Volta II, Rumori Calcio, FC Sillamäe, Põhja-Sakala JK, FC Valga Warrior, Viimsi JK II
- 2. Runde (10 Teams): FC Eston Villa, FC Järva-Jaani, FC Helios Tartu, JK Kernu Kadakas, FC Kose, JK Nõmme Kalju III, Tallinna JK Augur, Tallinna FC Zapoos, FC Vastseliina, FC Zenit Tallinn

IV liiga
- 1. Runde (9 Teams): FC Igiliikur Maarjamäe, Maardu United II, Märjamaa Kompanii, FC Olympic Olybet Tallinn, Pärnu JK Poseidon II, FC Tallinn, FC Soccernet Tallinn, FC TransferWise, Vaimastvere SK IIIi
- 2. Runde (5 Teams): FC Äksi Wolves, FC Helios Tartu II, FC Lelle, Tallinna Depoo, Tallinna JK Jalgpallihaigla

Rahvaliiga
- 1. Runde (11 Teams): FC Kohtla-Nõmme, JK Mauruse Saurused, FC Mulgi, NPM Silmet Sillamäe, FC Peedu Pärnu, FC Puhkus Mehhikos, Rasmus Värki Jalgpallikool, JK Raudteetöölised, FC Tallinna Wolves, Viimsi Lõvid, FC Viking Tallinn
- 2. Runde (2 Teams): Tallinna FC Maksatransport, Tallinna FC Teleios

## 1. Runde
Die Auslosung fand am 19. Mai 2018 statt.
| Datum      |                           | Ergebnis              |                            |
| ---------- | ------------------------- | --------------------- | -------------------------- |
| 05.06.2018 | Põhja-Sakala JK           | 1:3                   | Tallinna JK Legion         |
| 12.06.2018 | FC Mulgi                  | 1:2                   | Ambla Vallameeskond        |
| 12.06.2018 | Maardu United II          | 21:20                 | JK Mauruse Saurused        |
| 14.06.2018 | FC Sillamäe               | 1:1 n. V. (3:1 i. E.) | Anija JK                   |
| 14.06.2018 | Rumori Calcio             | 3:0                   | Raplamaa JK                |
| 14.06.2018 | JK Tallinna Kalev III     | 3:3 n. V. (3:5 i. E.) | Läänemaa JK                |
| 15.06.2018 | FC Valga Warrior          | 5:1                   | FC Viking Tallinn          |
| 15.06.2018 | Paide Linnameeskond III   | 6:1                   | Kohila JK Püsivus          |
| 15.06.2018 | FC Ararat TTÜ Tallinn     | 3:3 n. V. (1:4 i. E.) | FC Igiliikur Maarjamäe     |
| 17.06.2018 | FC Olympic Olybet Tallinn | 00:16                 | FC Flora Tallinn           |
| 17.06.2018 | SK Kadrina                | 3:0                   | FC Peedu Pärnu             |
| 17.06.2018 | Viimsi JK II              | 3:0                   | Pärnu JK Poseidon II       |
| 17.06.2018 | Vaimastvere SK IIIi       | 8:0                   | JK Raudteetöölised         |
| 17.06.2018 | SK Imavere IIIi           | 4:3                   | Rasmus Värki Jalgpallikool |
| 17.06.2018 | Põhja-Tallinna JK Volta   | 0:3                   | JK Tammeka Tartu           |
| 17.06.2018 | JK Loo                    | 1:2                   | JK Vaprus Pärnu            |
| 17.06.2018 | Paide Linnameeskond U-21  | 0:3                   | Tabasalu JK                |
| 17.06.2018 | Maardu Linnameeskond      | 3:0                   | Viljandi JK Tulevik        |
| 17.06.2018 | Koeru JK                  | 3:2                   | Viimsi Lõvid               |
| 17.06.2018 | NPM Silmet Sillamäe       | 0+:- 1                | FC Tallinn                 |
| 17.06.2018 | Tõrva JK                  | 1:3                   | Kohtla-Järve JK Järve      |
| 17.06.2018 | FC Kuressaare             | 22:00                 | FC Lootos Põlva            |
| 17.06.2018 | Märjamaa Kompanii         | 10:00                 | FC Tallinna Wolves         |
| 17.06.2018 | Viljandi JK Tulevik II    | 4:3                   | FC Jõgeva Wolves           |
| 21.06.2018 | FC Puhkus Mehhikos        | 2:9                   | Põhja-Tallinna JK Volta II |
| 21.06.2018 | FC TransferWise           | 2:3                   | FC Kohtla-Nõmme            |
| 22.06.2018 | FC Soccernet Tallinn      | 00:12                 | FCI Levadia Tallinn        |

## 2. Runde
Die Auslosung fand am 19. Juni 2018 statt.
| Datum      |                             | Ergebnis              |                            |
| ---------- | --------------------------- | --------------------- | -------------------------- |
| 28.06.2018 | FC Sillamäe                 | 00:16                 | JK Nõmme Kalju             |
| 29.06.2018 | SK Imavere                  | 00:10                 | JK Trans Narva             |
| 04.07.2018 | FC Helios Tartu             | 00:13                 | FC Flora Tallinn           |
| 07.07.2018 | FCI Levadia Tallinn         | 4:1                   | FC Nõmme United            |
| 08.07.2018 | Tallinna JK Jalgpallihaigla | 0:7                   | FC Valga Warrior           |
| 13.07.2018 | Tallinna JK Augur           | 01:15                 | Paide Linnameeskond        |
| 16.07.2018 | Tallinna FC Teleios         | 4:1                   | FC Kohtla-Nõmme            |
| 16.07.2018 | Tartu JK Welco              | 1:0                   | FC Flora Tallinn U-19      |
| 17.07.2018 | JK Kalev Sillamäe           | 4:2                   | Viljandi JK Tulevik II     |
| 17.07.2018 | Rumori Calcio               | 1:8                   | JK Tallinna Kalev          |
| 18.07.2018 | Maardu Linnameeskond        | 5:1                   | Põhja-Tallinna JK Volta II |
| 18.07.2018 | FC Flora Tallinn U-21       | 10:00                 | Maardu United II           |
| 18.07.2018 | FC Vastseliina              | 2:5                   | FC Santos Tartu            |
| 18.07.2018 | FC Kose                     | 0+:- 2                | Koeru JK                   |
| 18.07.2018 | Viimsi JK II                | 3:2                   | Tallinna FC Maksatransport |
| 18.07.2018 | Märjamaa Kompanii           | 3:3 n. V. (2:3 i. E.) | FC Zenit Tallinn           |
| 18.07.2018 | NPM Silmet Sillamäe         | 1:2                   | JK Vaprus Pärnu            |
| 18.07.2018 | JK Tarvas Rakvere           | 0:3                   | Tallinna JK Legion         |
| 18.07.2018 | FC Äksi Wolves              | 0+:- 2                | Maardu United              |
| 18.07.2018 | Kohtla-Järve JK Järve       | 0:2                   | JK Tammeka Tartu           |
| 18.07.2018 | FC Eston Villa              | 0:4                   | FC Elva                    |
| 18.07.2018 | Tabasalu JK                 | 6:0                   | FC Lelle                   |
| 18.07.2018 | Läänemaa JK                 | 6:0                   | JK Nõmme Kalju III         |
| 18.07.2018 | Ambla Vallameeskond         | 1:6                   | Viimsi JK                  |
| 18.07.2018 | SK Kadrina                  | 2:0                   | Tallinna Depoo             |
| 18.07.2018 | FC Järva-Jaani              | 3:1                   | Tallinna FC Zapoos         |
| 18.07.2018 | Jõgeva SK Noorus-96         | 7:3                   | FC Otepää                  |
| 19.07.2018 | FC Igiliikur Maarjamäe      | 1:2                   | Kohtla-Järve JK Järve II   |
| 24.07.2018 | JK Piraaja Tallinn          | 7:0                   | FC Helios Tartu II         |
| 25.07.2018 | Paide Linnameeskond III     | 10:4 n. V.            | JK Kernu Kadakas           |
| 25.07.2018 | Raasiku FC Joker            | 3:3 n. V. (1:3 i. E.) | Pärnu JK Poseidon          |
| 25.07.2018 | FC Kuressaare               | 15:00                 | Vaimastvere SK IIIi        |

## 3. Runde
Die Auslosung fand am 19. Juli 2018 statt.
| Datum      |                      | Ergebnis  |                          |
| ---------- | -------------------- | --------- | ------------------------ |
| 08.08.2018 | JK Tallinna Kalev    | 3:0       | FC Santos Tartu          |
| 14.08.2018 | FC Kuressaare        | 2:3       | JK Nõmme Kalju           |
| 14.08.2018 | Paide Linnameeskond  | 2:1       | Paide Linnameeskond III  |
| 14.08.2018 | Viimsi JK            | 2:3       | FC Elva                  |
| 14.08.2018 | JK Tammeka Tartu     | 1:0       | FC Flora Tallinn U-21    |
| 16.08.2018 | FC Flora Tallinn     | 13:00     | FC Valga Warrior         |
| 16.08.2018 | Tallinna JK Legion   | 3:0       | JK Vaprus Pärnu          |
| 16.08.2018 | Läänemaa JK          | 14:10     | Tallinna FC Teleios      |
| 21.08.2018 | SK Kadrina           | 0:7       | JK Trans Narva           |
| 21.08.2018 | FC Järva-Jaani       | 5:0       | FC Äksi Wolves           |
| 21.08.2018 | Maardu Linnameeskond | 4:0       | JK Kalev Sillamäe        |
| 22.08.2018 | Pärnu JK Poseidon    | 0:3       | Tabasalu JK              |
| 22.08.2018 | Viimsi JK II         | 3:2 n. V. | Kohtla-Järve JK Järve II |
| 22.08.2018 | FC Zenit Tallinn     | 4:2       | FC Kose                  |
| 22.08.2018 | Tartu JK Welco       | 0:5       | FCI Levadia Tallinn      |
| 23.08.2018 | JK Piraaja Tallinn   | 3:4       | Jõgeva SK Noorus-96      |

## Achtelfinale
Die Auslosung fand am 24. August 2018 statt.
| Datum      |                      | Ergebnis  |                     |
| ---------- | -------------------- | --------- | ------------------- |
| 05.09.2018 | Maardu Linnameeskond | 3:0       | Läänemaa JK         |
| 06.09.2018 | FC Järva-Jaani       | 0:2       | JK Tammeka Tartu    |
| 25.09.2018 | FCI Levadia Tallinn  | 2:1       | FC Flora Tallinn    |
| 25.09.2018 | JK Trans Narva       | 8:0       | Jõgeva SK Noorus-96 |
| 25.09.2018 | Paide Linnameeskond  | 2:1       | Tallinna JK Legion  |
| 25.09.2018 | Tabasalu JK          | 6:1       | FC Zenit Tallinn    |
| 26.09.2018 | JK Nõmme Kalju       | 3:0 n. V. | JK Tallinna Kalev   |
| 26.09.2018 | Viimsi JK II         | 0:3       | FC Elva             |

## Viertelfinale
Die Auslosung fand am 2. März 2019 statt.
| Datum      |                     | Ergebnis  |                      |
| ---------- | ------------------- | --------- | -------------------- |
| 23.04.2019 | Tabasalu JK         | 1:5       | FC Elva              |
| 23.04.2019 | JK Nõmme Kalju      | 2:1 n. V. | JK Tammeka Tartu     |
| 24.04.2019 | JK Trans Narva      | 2:0       | Maardu Linnameeskond |
| 24.04.2019 | Paide Linnameeskond | 1:4 n. V. | FCI Levadia Tallinn  |

## Halbfinale
Die Auslosung fand am 25. April 2019 statt.
| Datum      |                | Ergebnis  |                     |
| ---------- | -------------- | --------- | ------------------- |
| 07.05.2019 | JK Trans Narva | 5:0       | FC Elva             |
| 08.05.2019 | JK Nõmme Kalju | 3:2 n. V. | FCI Levadia Tallinn |

## Finale
| Paarung        | JK Trans Narva – JK Nõmme Kalju |
| Ergebnis       | 2:1 n. V. (1:1, 1:1) |
| Datum          | 25. Mai 2019 |
| Stadion        | A. Le Coq Arena, Tallinn |
| Zuschauer      | 1.004 |
| Schiedsrichter | Grigori Ošomkov |
| Tore           | 0:1 Liliu (32.) 1:1 Aleksandr Sakarljuka (44., Foulelfmeter) 2:1 Viktor Plotnikov (93.) |
| JK Trans Narva | Marko Meerits – Artjom Škinjov (91. Markas Beneta), Abdoulaye Diallo, Roman Nesterovski, Dmitrij Proschin – Elysée, Denis Poljakow (105.+1' Nikita Michailow) – Aleksandr Sakarljuka, Eduard Golovljov (75. Viktor Plotnikov), Joseph Saliste – Eric Mc Woods Cheftrainer: Valeri Bondarenko           |
| JK Nõmme Kalju | Vitali Teleš – Andrij Markowitsch, Mikk Reintam, Maximiliano Uggè , Aleksandr Kulinitš – Igor Subbotin, Reginald Mbu Alidor – Sander Puri (73. Peeter Klein), Robert Kirss (86. Nikolay Mashichev), Kaspar Paur (106. Roman Sobtšenko) – Liliu (70. Vladimir Avilov) Cheftrainer: Roman Koschuchowskij |
| Gelbe Karten   | Abdoulaye Diallo, Eric Mc Woods, Roman Nesterovski – Mikk Reintam, Andrij Markowitsch, Peeter Klein, Kaspar Paur, Vladimir Avilov |
| Platzverweise  | keine – Maximiliano Uggè (67.) |
| Besonderheiten | Roman Nesterovski schießt Foulelfmeter an die Latte (10.) |